# ゴッズダイナミックワールド
株式会社ゴッズダイナミックワールド（英語表記：GODS DYNAMIC WORLD)は日本のテレビ番組制作会社である。
代表取締役社長は後藤史郎（山田邦子の夫）。1995年11月に設立し現在に至る。

## 所在地
- 〒107-0052 東京都港区赤坂2-10-14　ミカワヤビル4F

## 業務内容
主にテレビ番組の制作業務を行っているが、各種イベント・企業ＶＰなどの企画、制作も行っている。日本映像事業協会に所属している。

## 主な協力番組

### 現在
- TBS系
  - 「爆報! THE フライデー」
  - 「中居正広の金曜日のスマイルたちへ」
  - 「COUNT DOWN TV」
  - 「あさチャン!」
  - 「ひるおび!」
  - 「関口宏ニッポン風土記」 （BS-TBS）
  - 「昭和歌謡ベストテン」（BS-TBS）

- テレビ朝日系
  - 「GET SPORTS」

- テレビ東京系
  - 「モーニングサテライト」

- TOKYOMX
  - 「5時に夢中!」

### 過去
- TBS系
  - 「さんまのスーパーからくりTV」
  - 「うたばん」
  - 「ヤレデキ!世界大挑戦」
  - 「ドッカ〜ン!」
  - 「アサ秘ジャーナル」
  - 「ワンダフル」
  - 「DA!DA!DA!PUMP」
  - 「くえない奴」
  - 「マダムんむん」
  - 「Pooh!」
  - 「チャンネル☆ロック!」
  - 「明石家さんちゃんねる」
  - 「徳光和夫の感動再会"逢いたい"」
  - 「ドリーム・プレス社」
  - 「月光音楽団」
  - 「キズナ食堂」
  - 「関口宏の昭和青春グラフィティ」（BS-TBS）
  - 「関口宏の風に吹かれて」（BS-TBS）
  - 「関口宏の人生の詩」 （BS-TBS）

- 日本テレビ系
  - 「THE M」

## 主な取引先
- TBSテレビ
- テレビ朝日
- 日本テレビ放送網
- テレビ東京
- 日本放送協会
- 東京メトロポリタンテレビジョン

他多数